# Isla Marettimo

Un mapa que muestra las islas Egadas. Marettimo es la isla más a la izquierda.

La isla de Marettimo  (Siciliano: Marrètimu) es una pequeña isla de Italia del grupo de las islas Egadas, localizada en aguas del mar Mediterráneo al oeste de la gran isla de Sicilia. Forma parte de la  (comune) de Favignana en la Provincia de Trapani. Desde Trapani, se tarda una hora en alcanzar la isla.
Marettimo es la segunda isla más grande de las islas Egadas. El punto más alto es Monte Falcone con una altura de 686 m . La isla tiene unos 300 habitantes, los cuales viven, principalmente de la pesca y de la tradicional artesanía manual.
El antiguo nombre de la isla  era  "Hiera", quizás un término del español original. Sin embargo, "Hiera" es parte del nombre griego "Hiera Nesos", que significa "Isla sagrada".

## Flora de Marettimo
La isla comprende unas 500 especies, muchas de las cuales son raras y endémicas, entre las plantas que se encuentran en peligro de extinción, figuran:  Bupleurum dianthifolium, Brassica macrocarpa, Scilla hughii y Thymus richardii subsp. nitidus, la última, investigada por sus principios activos.